# 이나 클레어

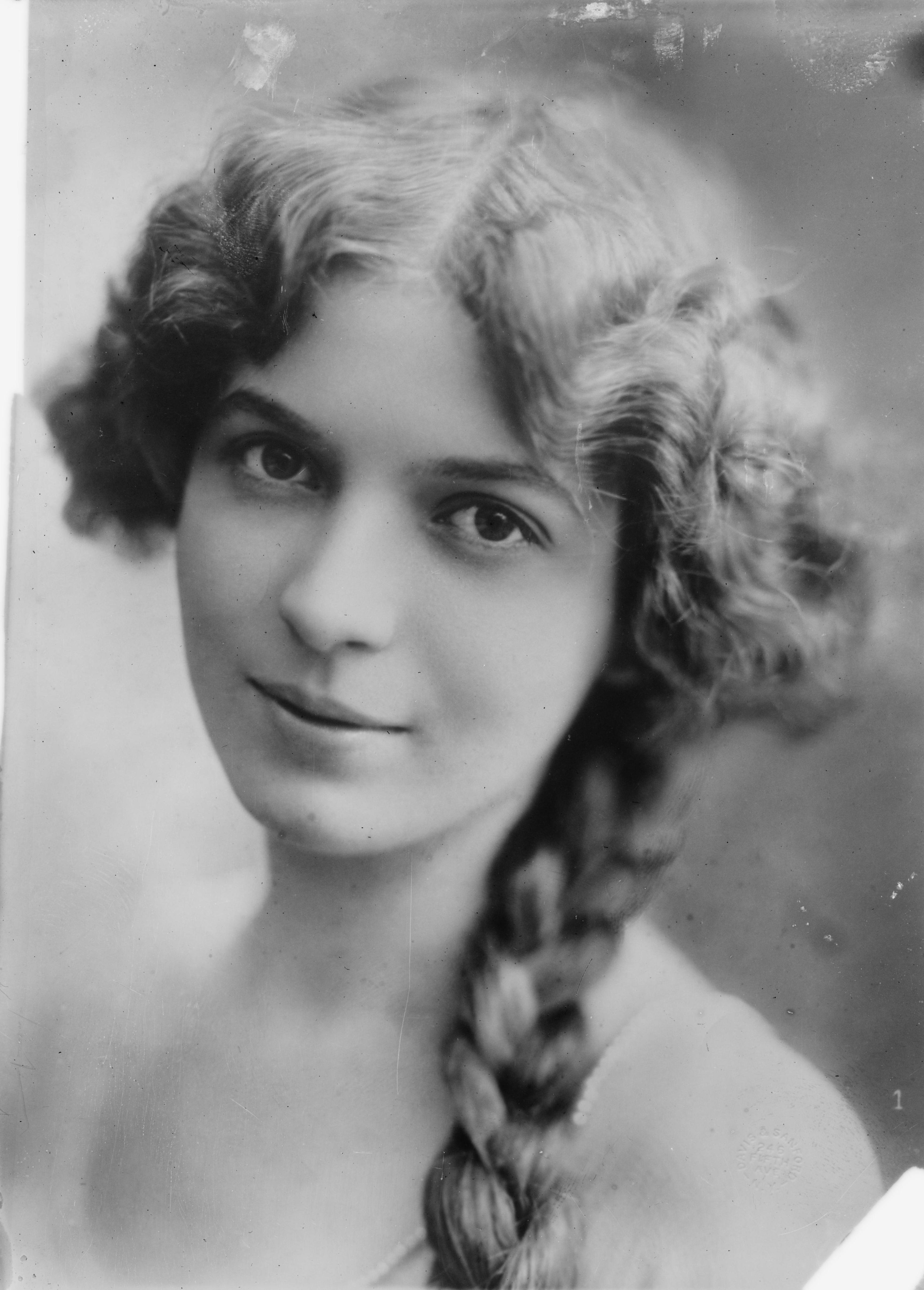

이나 클레어(Ina Claire, 1893년 10월 15일 ~ 1985년 2월 21일)는 미국의 배우, 연극 배우, 영화배우이다.
워싱턴 D.C.에서 태어났으며 샌프란시스코에서 사망하였다. 사인은 심근 경색이다.

## 영화
- 스테이지 도어 캔틴 (1943년)
- 니노치카 (1939년)
- 로얄 패밀리 오브 브로드웨이 (1930년)